# Hofdamenhaus (Weimar)

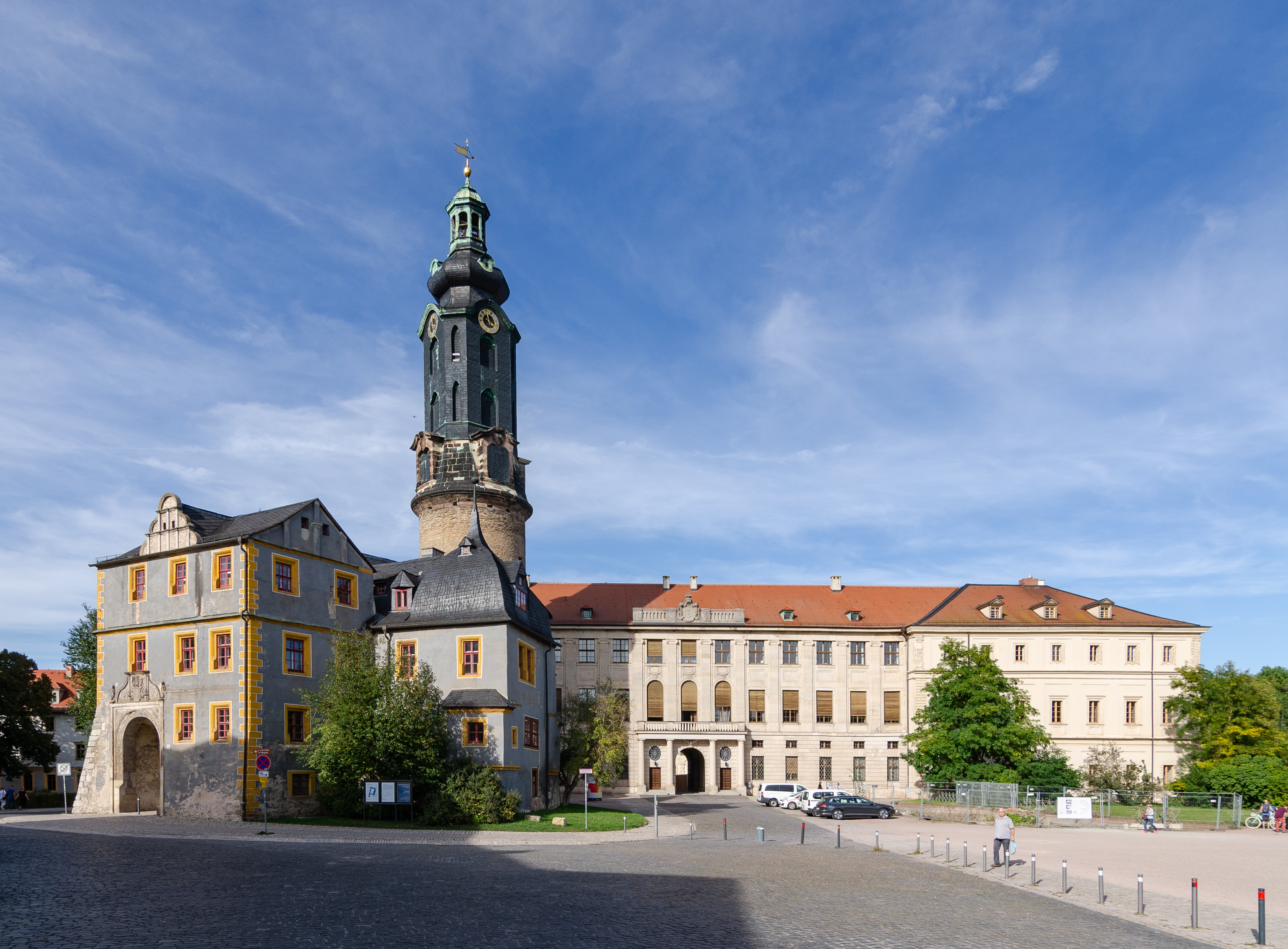
Weimar, Stadtschloss

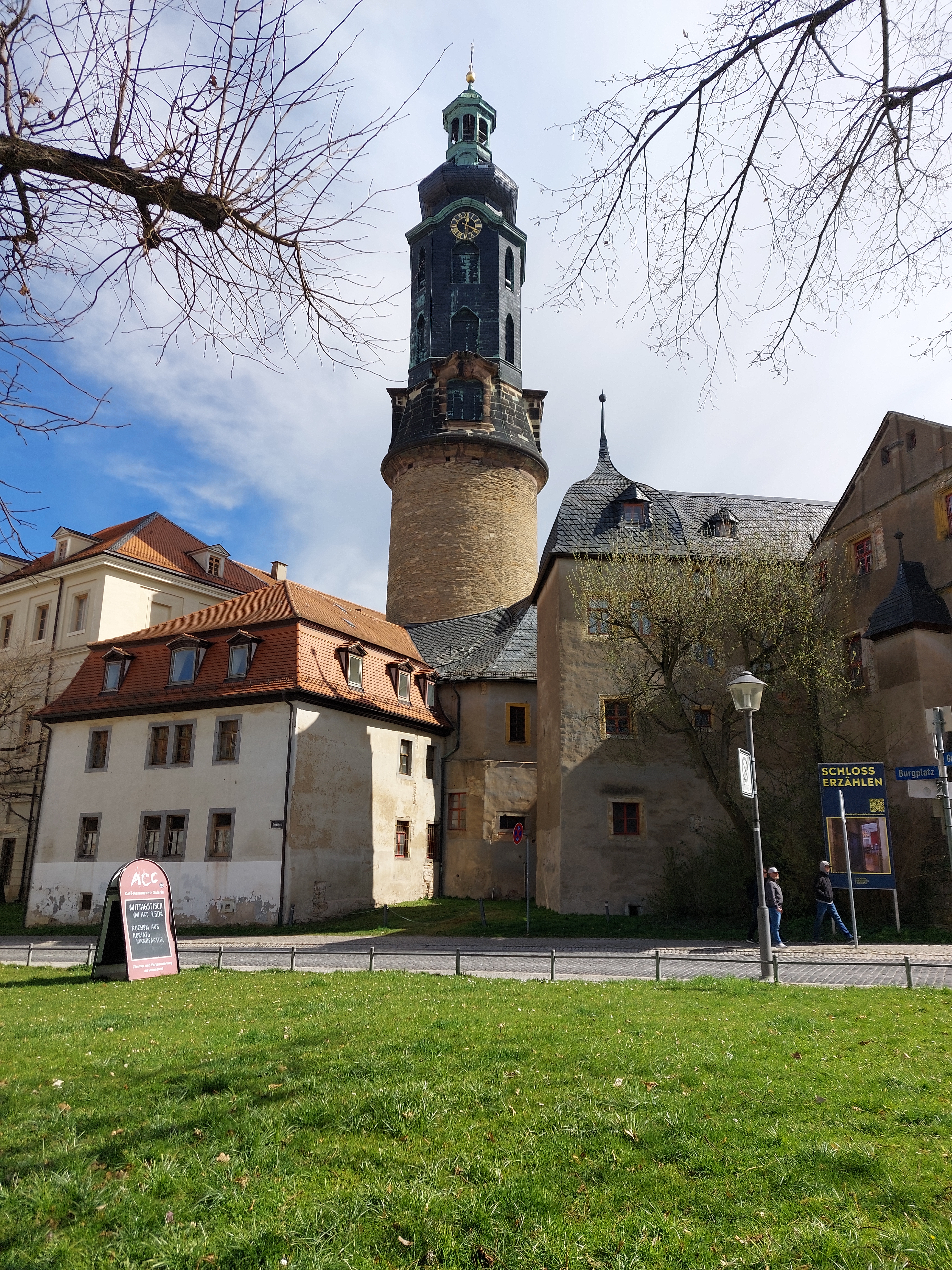
Hausmannsturm und Teil vom Torhaus der sog. Bastille und Hofdamenhaus

Das Hofdamenhaus am Weimarer Stadtschloss entstand vor 1750 und ist somit eines der wenigen Relikte, die den Schlossbrand von 1774 überstanden.

## Beschreibung
Eine genaue Zuweisung zu einem Erbauer fehlt. Doch liegt es in der Zeit des Hofbaumeisters Gottfried Heinrich Krohne (1703–1756). Eine sichere Zuschreibung ist jedoch mangels gesicherter Daten nicht möglich. Es ist ein westliches Gebäude der sogenannten Bastille, zu der noch das Torhaus und der Hausmannsturm und dem unmittelbar neben ihm stehenden einstigen Gerichtsgebäude und der Südteil, der als Gerichtsgebäude diente, an dem es unmittelbar anliegt, gehören. Diese sind spätmittelalterlich. Der Turm ist laut Paul Lehfeldt mit einigen eigentlich nicht zum Schlosskomplex gehörenden Gebäuden verbunden. Der Name Bastille ist eigentlich ein Spottname der in dem Gebäude wohnenden Hofdamen. Es liegt am Burgplatz gegenüber der von Clemens Wenzeslaus Coudray errichteten Hauptwache. Es lehnt sich unmittelbar an das Torhaus an und ist mit seiner Giebelseite zum Schlossplatz hin ausgerichtet. Das Hofdamenhaus und damit die ganze sog. Bastille ist Teil der Geschichte des Westflügels des Stadtschlosses.